# Estadio Municipal Raúl Erazo
El Estadio Municipal Raúl Erazo se ubica en la comuna de Curanilahue, en la Región del Biobío, Chile. Tiene una capacidad estimada en 3000 espectadores

## Historia
Fue fundado por mineros de la comuna, en un recinto perteneciente a la desaparecida Empresa Nacional del Carbón (ENACAR), su cancha era de tierra. 

## Remodelación
En 2009 se cambia la cancha de tierra por un gramado de pasto sintético, con dos tribunas, Pacífico y Andes. El 2011 el equipo minero de Lota Schwager jugaría de local en este recinto, debido a que el Estadio Federico Schwager fue castigado. Jugando así 3 partidos. El primero ante Rangers perdiendo 0-3. En la tercera fecha recibía a Curicó Unido, con triunfo de 1-0.